# Sakeo
Sakeo es el nombre del séptimo disco (y sexto álbum de estudio) grabado por el grupo Koma. Fue lanzado en octubre de 2007 a través del sello Maldito Records.

## Canciones
1. Los niños de lapos guerra
2. La pelea (no cabe ni un alma)
3. Sakeo
4. El pato
5. La fiera nunca duerme
6. Jipis
7. Buitres (a su alrededor)
8. El alambique II (como una cuba)
9. El sonajero
10. Te lo regalo
11. Mandril
12. Libertad condicional
13. Las setas
14. El sonajero (versión larga)